# The Negative One
«The Negative One» —en español: «El Negativo»— es una canción de la banda de heavy metal Slipknot, lanzada como el primer sencillo de su quinto álbum de estudio .5: The Gray Chapter. Publicado el 1 de agosto de 2014, es la primera canción de la banda después de la muerte del bajista Paul Gray en 2010 y la salida de Joey Jordison en 2013, un vídeo para la canción se estrenó en su página web oficial el 5 de agosto del mismo año, sin embargo los miembros no aparecen en ella. El vocalista Corey Taylor dijo a la BBC Radio que vio la canción más como un "regalo para los fanes" que uno de verdad aunque fue lanzado como sencillo digital en iTunes y muchas otras páginas de descarga de música digital.
La canción fue nominada al Premio Grammy a la mejor interpretación de metal.

## Antecedentes
Antes del lanzamiento del sencillo, el 27 de febrero de 2014, todos los medios de comunicación social de la banda se habían ennegrecido sin ningún motivo. Más tarde, la banda lanzó unos pocos segundos teasers para el nuevo álbum cada día que resultaron ser clips de un nuevo vídeo, junto con samples de la canción.

## Vídeo musical
El video fue lanzado en el sitio oficial de la banda el 5 de agosto de 2014 a través de un enlace privado en YouTube. Al día siguiente el video se hizo público. Dirigida por Shawn Crahan, el video musical cuenta con dos mujeres que realizan diversos actos que rinden homenaje a algunos primeros trabajos de Slipknot. No aparece ningún miembro de la banda.
Éste fue uno de los primeros videos censurados de YouTube ya que se tenía que tener 18 años o más para poder ver el video (posiblemente por la desnudez parcial). El video era un enlace privado, después se pasó como video público.

## Estilo
En esta canción vuelven al estilo más agresivo y caótico de sus dos primeros álbumes.

## Lista de canciones
| Sencillo en CD |                                        |          |  |
| N.º            | Título                                 | Duración |  |
| 1.             | «The Negative One» (Versión del álbum) | 5:27     |  |
| 2.             | «The Negative One» (Clean Version)     | 5:26     |  |

### Personal
- (#0) Sid Wilson-Turntables
- Jay Weinberg-Batería
- Alessandro Venturella-Bajo
- (#3) Chris Fehn-Percusiones, corista
- (#4) Jim Root-Guitarrista principal
- (#5) Craig Jones-Tecladista y sintetizador
- (#6) Shawn Crahan-Percusiones, corista
- (#7) Mick Thomson-Guitarrista secundario
- (#8) Corey Taylor-Vocalista

## Posicionamiento en listas
| País           | Lista (2014)          | Mejor posición |
| -------------- | --------------------- | -------------- |
| Estados Unidos | Mainstream Rock Songs | 33             |
| Estados Unidos | Rock Songs            | 21             |
| Estados Unidos | Rock Digital Songs    | 8              |
| Reino Unido    | UK Singles Chart      | 71             |
| Reino Unido    | UK Rock Chart         | 1              |